# Peter Speeth
Peter Speeth (* 29. November 1772 in Mannheim; † 1831 in Odessa, Kaiserreich Russland) war ein deutscher Baumeister und Kupferstecher.

## Leben
Peter Speeth war das älteste von fünf Kindern der Wilhelmine Speeth, geborene Areans, und des kurpfälzischen Hoftrompeters Nikolaus Speeth (1740–1784), der 1778 mit dem Kurfürsten Karl Theodor nach München kam. Brüder waren der Priester und Kunstschriftsteller Balthasar Spe(e)th, der fränkische Weinhändler und Kaufmann Johann Nepomuk Speeth (1780–1834), dessen später unter dem Pseudonym Siona Bücher publizierende Tochter Mathilde (* 8. November 1821; † 13. August 1915) mit Karl Panizza, dem Vater des Schriftstellers Oskar Panizza seit dem 17. April 1844 verheiratet war, und der kgl. württembergische Oberstleutnant Valentin von Speeth (1778–1845), Schwiegervater Eduard Mörikes. Zudem hatte er eine Schwester. Nachdem die Familie nach München gegangen war, erhielt Peter Speeth seine erste Erziehung bei seinem Großvater mütterlicherseits in Schwetzingen, einem gebürtigen Holländer aus Haarlem. 1781 wurde er von den Eltern nach München geholt, wo ihn der Vater mit den Bildenden Künsten und damit verbundenen Wissenschaften vertraut machen ließ.

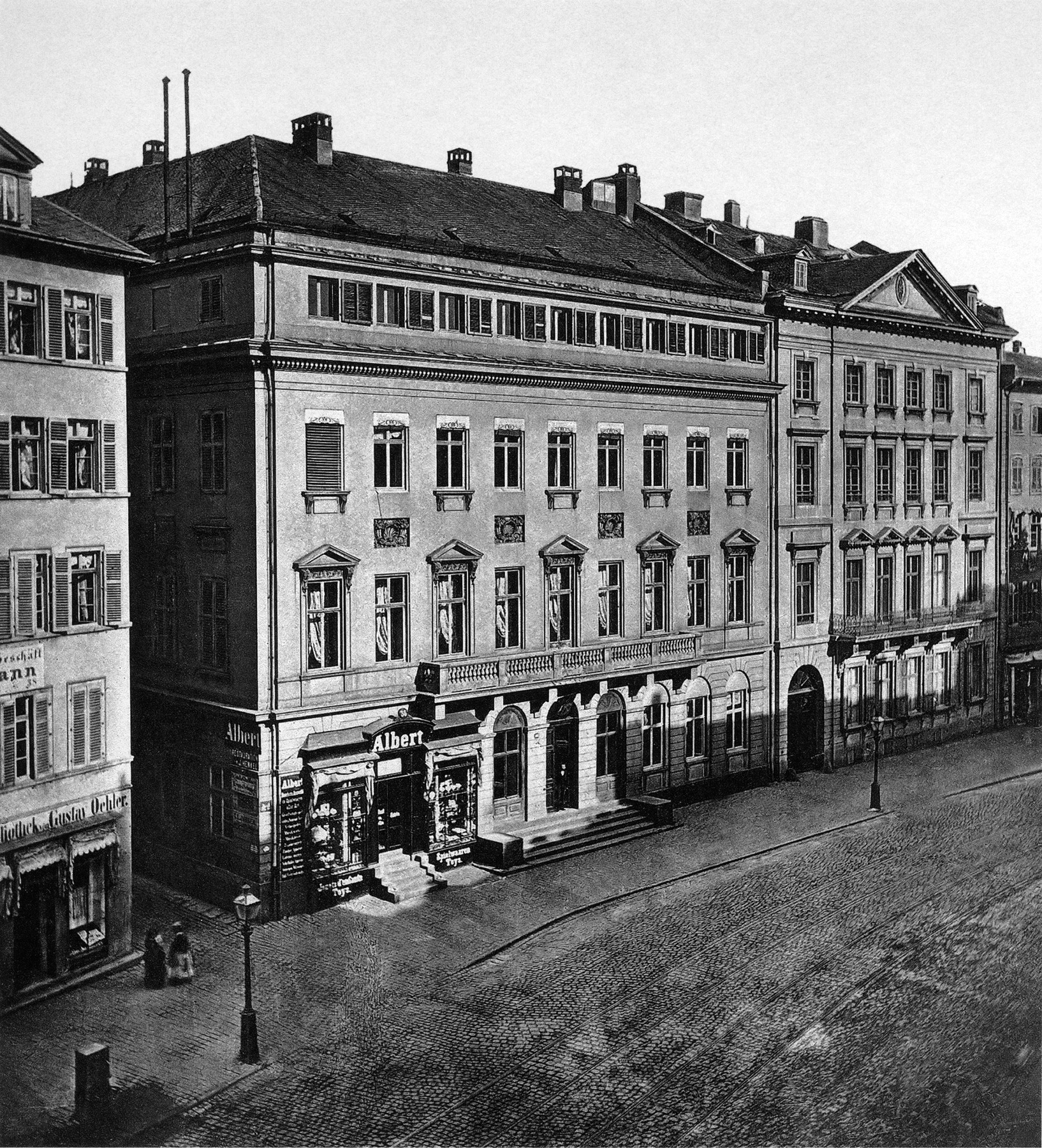
Links das Palais Mumm in der Frankfurter Zeil

Nach dem frühen Tod des Vaters holte ihn sein Onkel Georg Weber, der in Heidelberg in der Bauverwaltung tätig war, zu sich und unterrichtete den zwölfjährigen Speeth in Architekturzeichnung und in der Baukunst. Als Georg Weber nach Frankfurt am Main gerufen wird, um dort die Ausführung des von Nicolas de Pigage entworfenen Schweitzerschen Palais in der Zeil für den Seidenhändler Franz Maria Schweitzer zu übernehmen (Bauausführung 1788–1794), holt er den 14-jährigen Speeth nach, um diesem praktische Kenntnisse und Fertigkeiten vermitteln zu können. De Pigage erkannte Speeths Talent und stellte ihn als Bauzeichner ein. Im Alter von 19 Jahren vertraute de Pigage ihm die Ausführung des Schmidschen Hauses für den Handelsherren Johann Friedrich Schmidt in der Zeil an, das nach seinem späteren Besitzer Daniel Heinrich Mumm von Schwarzenstein als Palais Mumm bekannter wurde (Bauausführung 1791–1793). Der Erfolg des jungen Speeth führte zur Eifersucht des Onkels, und ab 1794 arbeitete Speeth selbstständig, nahm aber Unterstützungsangebote seines Onkels weiterhin dankbar an.
Ab 1797 war Speeth in Heidelberg tätig, wo er mehrere Baupläne zeichnete, auch für Gebäude in Schwaben und Sachsen, die aber aufgrund des Krieges nicht zur Ausführung kamen. Da der damalige Bauinspektor nicht verfügbar war, wurde Speeth mit den Plänen für die Umgestaltung der zerstörten Mannheimer Festungsanlagen nach den Entwürfen von Friedrich Ludwig Sckell beauftragt. Auch hier kam es nicht zur Bauausführung. Aufgrund der erworbenen Reputation holte ihn die Äbtissin des Klosters Engelthal im hessischen Wetterau zu sich und beauftragte ihn mit der Planung des von der preußischen Armee im Krieg zerstörten Lazaretts. Aufgrund der Säkularisation in Bayern kam es 1803 nicht zur Bauausführung. Speeth widmete sich daraufhin zunächst dem Perspektiv- und Landschaftszeichnen. Ab 1804 war er für Carl Friedrich Wilhelm, den Fürsten zu Leiningen in Amorbach, tätig und gab dessen Gemahlin Unterricht im Landschaftszeichnen.

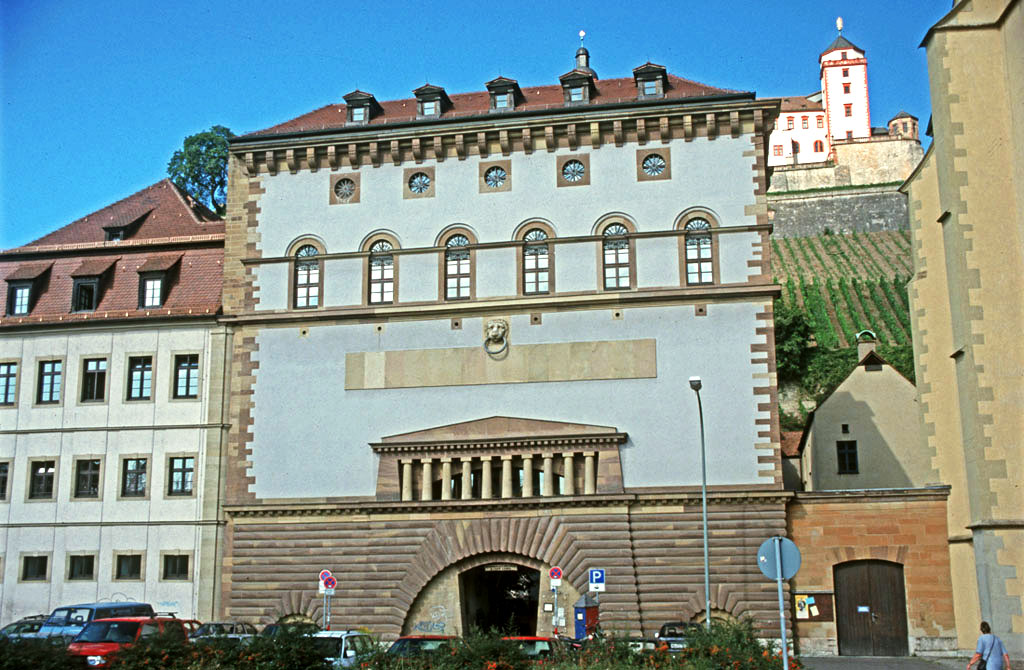
Frauenzuchthaus Würzburg

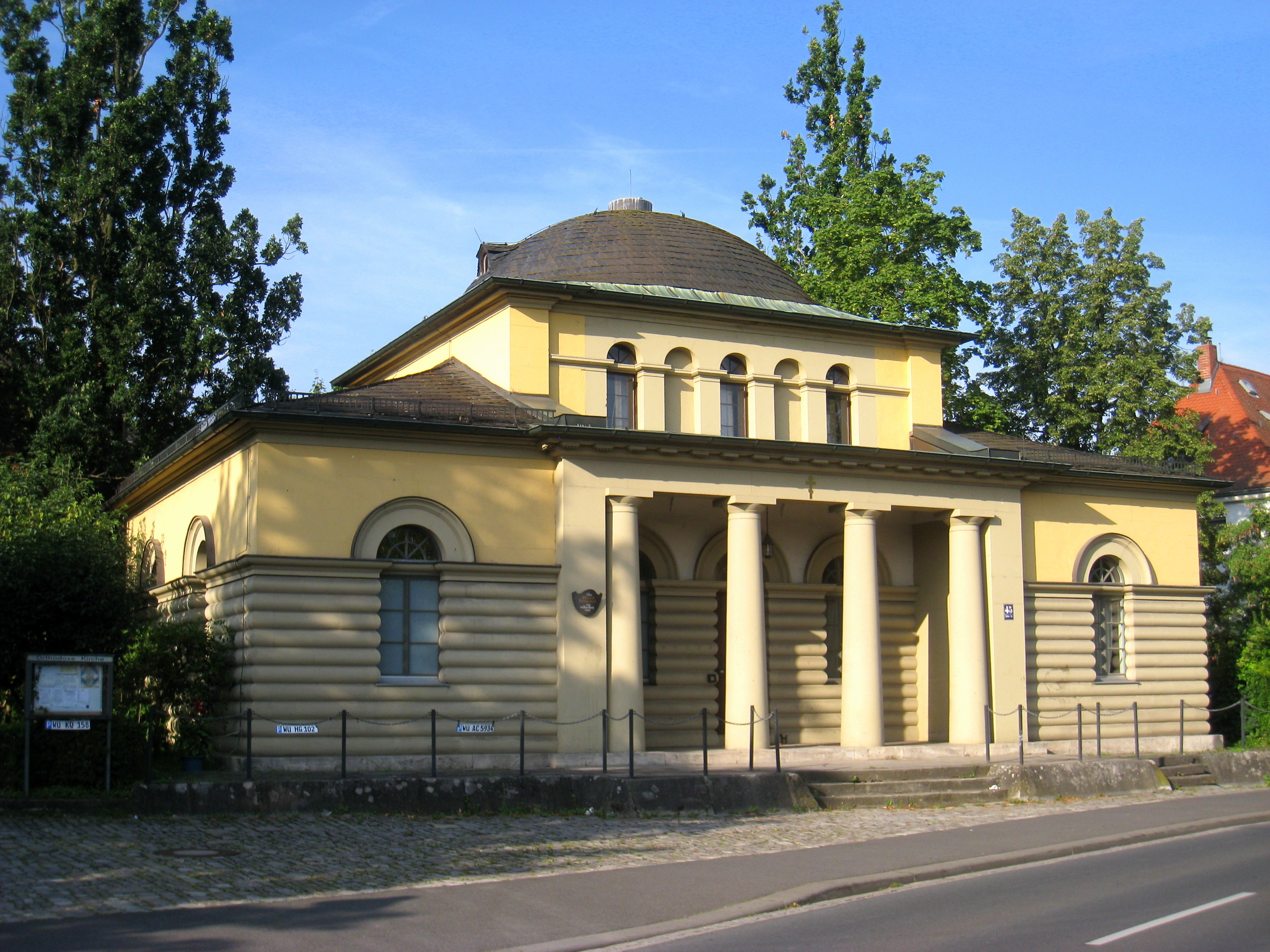
Zeller Torhaus Würzburg

In Amorbach lernte ihn Theodor von Kretschmann kennen, der 1807 in der Säkularisation erworbenes Gut Obertheres erworben hatte und holte Speeth für die Umgestaltung des Objekts nach Unterfranken, wo sich dieser 1807 in Würzburg niederließ und auf Empfehlung des ihm aus Frankfurt bekannten Nicolas Alexandre Salins de Montfort in Dienst von Ferdinand III., Großherzog von Würzburg gestellt wurde. In Würzburg, wo er als Bauzeichner am Hofbauamt tätig war, lehrte er an der Zeichenschule der Handwerker. Er entwarf das Frauenzuchthaus (1809/10), einen frühen und bemerkenswerten Neurenaissance-Bau, und das Zeller Torhaus (1814), das Ähnlichkeiten mit Claude-Nicolas Ledoux’ barrières für Paris aufweist, sowie das Gerichtsdienerhaus (1811/13). Sein Arbeitsverhältnis beim Großherzog endete 1815.
Graf Kotschubei, dem die Pläne des imposanten Würzburger Gefängnisbaus vorgelegt wurden, empfahl Speeth dem Zaren Alexander I. und auch dem in Odessa ansässigen Generalgouverneur Michail Semjonowitsch Woronzow, woraufhin Speeth 1826 nach Russland ging, wo er die Funktion als Provinzialarchitekt für Bessarabien übernahm. Er erhielt den Auftrag für die Leitung des Kathedralenbaus in Kischenew, starb aber kurz nach Baubeginn. Nach anfänglichen Plänen übernahm Avraam Melnikov (1784–1854) die Ausführung.

## Werke
- Frauenzuchthaus (1809/10), Würzburg, Burkaderstraße 44[3]
- Wohnhaus Hirsch (1811/12), Ebrachergasse 6 (heute Nordflügel des Mutterhauses der Kongregation der Schwestern des Erlösers)
- Gerichtsdienerhaus (1811/13), Würzburg, Turmgasse 9 (stark verändert)[4]
- Direktorwohnhaus der Musikschule (1812/15), Würzburg, Paradeplatz 1
- Kirche St. Johannes der Täufer (1812/17), Unterhohenried, nahe Hassfurt
- Zeller Torhaus (1814), Würzburg, 45 Zeller Straße[5][6]
- Wohnhaus des Landrichters Wirth (1821), Würzburg, Sanderstraße 31
- Provinzialarchiv in Odessa (1826)[7]
- Metropolitankirche (1826 begonnen), Kischinjow, Russland[6]

## Literatur

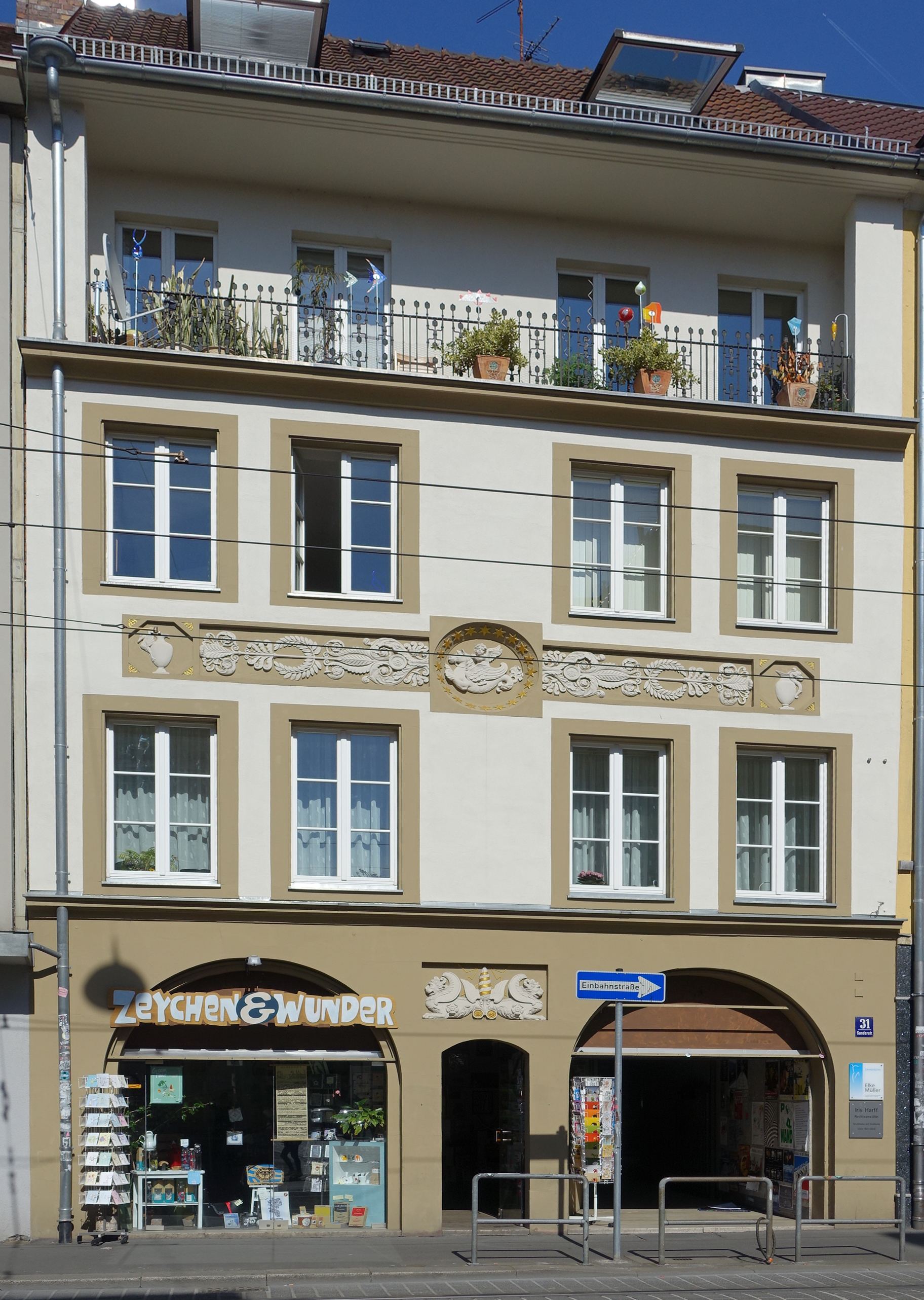
Ehem. Wohnhaus des Landrichters Wirth, Würzburg. Erbaut 1821